# Sawley (Lancashire)
Pour les articles homonymes, voir Sawley.
Sawley est un village et une paroisse civile du Lancashire, en Angleterre.